# Первенство России по хоккею с мячом среди коллективов физической культуры
Первенство России по хоккею с мячом среди коллективов физической культуры (КФК) — проводится с 2006 года среди любительских команд — победителей региональных чемпионатов по хоккею с мячом и входит в структуру всероссийских соревнований. Начиная со второго турнира в 2011 году было принято решение проводить первенство ежегодно.

## История создания
Первенство России среди КФК было впервые предложено проводить в 2006 году на смену упраздненному в 2000 году турниру Второй лиги Первенства России.
Все матчи турнира, как правило, проходят в одном заранее определенном городе, команда из которого также принимает участие в соревнованиях. Заявку на турнир подает 8-10 команд из различных регионов страны, однако на место проведения турнира, по финансовым обстоятельствам, приезжает обычно 5-6 коллективов, которые в круговом турнире определяют победителя первенства.
С 2013 года участников финального турнира определяют отборочные соревнования, состоящие из стыковых матчей команд из соседних регионов (по 2 матча на поле каждого из соперников). Команда, набравшая наибольшее число очков во всех четырех матчах, попадает в финальный турнир.
Победитель турнира получает право участвовать в следующем сезоне в турнире первой (с 2011 года — высшей) лиги. Однако из-за скромного финансового состояния большинства любительских команд никто из победителей турнира этим правом не воспользовался, кроме победителя турнира 2012 года команды «Никельщик» (Верхний Уфалей).

## Победители и призеры
| Год  | 1 место                       | 2 место                       | 3 место               | Место проведения           |
| ---- | ----------------------------- | ----------------------------- | --------------------- | -------------------------- |
| 2006 | Черниговец (Березовский)      | Нефтяник (Новокуйбышевск)     | Университет (Абакан)  | Новокуйбышевск             |
| 2011 | Вятка (Слободской)            | ХК Сыктывкар (Сыктывкар)      | Буран (Мирный)        | Слободской                 |
| 2012 | Никельщик (Верхний Уфалей)    | СК Обухово (Обухово)          | Прометей (Киров)      | Верхний Уфалей             |
| 2013 | СК Обухово (Обухово)          | Энергия (Шатура)              | Буран (Мирный)        | Обухово (финальный турнир) |
| 2014 | Энергия (Шатура)              | Северский трубник (Полевской) | Салют (Котлас)        | Обухово (финальный турнир) |
| 2015 | Северский трубник (Полевской) | Энергия (Шатура)              | Севмаш (Северодвинск) | Обухово (финальный турнир) |
| 2016 | Энергия (Шатура)              | Севмаш (Северодвинск)         | СК Обухово (Обухово)  | Обухово (финальный турнир) |